# Черепаха ямайська
Черепаха ямайська (Trachemys terrapen) — вид черепах з роду Червоновухі черепахи родини Прісноводні черепахи. Інші назви «котяча болотна черепаха», «антильська черепаха».

## Опис
Загальна довжина карапаксу коливається від 24 до 32 см. Спостерігається статевий диморфізм: самиці більші за самців. Голова середнього розміру. Кінчик верхньої щелепи дещо увігнутий. Карапакс куполоподібний, трохи опуклий, майже круглої форми. Щитки карапаксу гладенький. Пластрон менше за карапакс.
Забарвлення верхньої частини панцира, голови та кінцівок чорно-коричневе. На шкірі є доволі широкі жовті смуги. Нижня частина панцира брудно-біла або світло-жовта.

## Спосіб життя
Полюбляє прісноводні водойми, зокрема карстові озера з різною глибиною, мілководні ділянки чистої води з водною рослинністю, затоплені вапнякові печери. Під час сухого сезону закопується у мул. Під час дощів черепахи зустрічаються далеко від водоймищ на дорогах й серед чагарникових заростей. Харчується здебільшого рибою, а також ракоподібними, земноводними, комахами, рослинною їжею.
Успіх парування залежить від достатку дощів. Самиця відкладає 2—6 яєць. Інкубаційний період триває від 52 до 74 днів. Черепашата з'являються у сезон дощів з липня по серпень. за сезон буває 2 кладки.

## Розповсюдження
Мешкає на островах Ямайка, а також Кет, Андрос, Нью-Провіденс (Багамські острови).